# Dai Zijin
Dai Zijin (戴自瑾S, Dài ZìjǐnP; Shanghai, 26 marzo 1916 – Shanghai, 18 maggio 2017) è stato un aviatore cinese. Veterano della seconda guerra mondiale, fu tra i pochi membri delle Tigri Volanti nativi della Cina.

## Biografia
Nativo di Shanghai, crebbe in una famiglia appartenente al ceto medio. Allo scoppio della seconda guerra sino-giapponese decise di arruolarsi nell'aeronautica cinese e studiò come cadetto a partire dal 1938. Più tardi divenne membro delle Tigri Volanti. Tra il 1942 e il 1943 si esercitò negli Stati Uniti e in India, sotto la tutela di istruttori stranieri, prima di divenire ufficialmente un aviatore.
Assieme alla sua squadra aerea, nel 1944 ricevette l'ordine di fronteggiare le truppe giapponesi di sosta al ponte di Zhengzhou, struttura che attraversa il fiume Giallo. La missione di bombardamento, effettuata ad altitudini minime, ebbe infine successo. Al termine della seconda guerra mondiale divenne pilota di aerei da trasporto.
È morto il 18 maggio 2017 a Shanghai, all'età di 101 anni.